# بخش ندوشن
بخش ندوشن یکی از بخش‌های شهرستان میبد استان یزد ایران است.

## ایجاد
این بخش در سال ۱۳۹۲ بر اساس مصوبه دولت پس از الحاق دهستان ندوشن شهرستان اشکذر به شهرستان میبد  از دهستان به بخش ارتقا یافت.

## تقسیمات کشوری
- بخش ندوشن
  - دهستان ندوشن
  - دهستان صدرآباد

شهر: ندوشن

## جمعیت
براساس سرشماری عمومی نفوس و مسکن در سال ۱۳۹۵، جمعیت بخش ندوشن برابر با ۳،۶۰۰ نفر بوده‌است.